# Joanna Going
Joanna Going, née le 22 juillet 1963 à Washington, est une actrice américaine.
Elle est connue pour ses rôles dans des films ou téléfilms comme Wyatt Earp (1994) ou The Tree of Life (2011) et dans des séries comme House of Cards (2013-2014) ou Kingdom (2014-2017).

## Biographie

### Débuts
Joanna Catherine Going est née le 22 juillet 1963 à Washington aux États-Unis et est l’ainée d’une fratrie de six enfants avec un père avocat et parlementaire d'origine irlandaise et une mère fonctionnaire de police d'origine canadienne francophone,. À 14 ans, elle commence à jouer dans un théâtre de Newport (Rhode Island) avec la pièce La tempête (The Tempest) de William Shakespeare puis dans des petits spectacles dans les années 1980. Diplômée de la Rogers High School (en) à Newport en 1981, elle suit un cursus d'art dramatique pendant deux ans au Emerson College à Boston, Massachusetts avant de finalement s'inscrire à l'American Academy of Dramatic Arts à New York dont elle sortira en 1985.

### Début de carrière
À l'issue de l'American Academy of Dramatic Arts, Joanna Going fera ses premiers pas à la télévision en 1986 dans la série C'est déjà demain (Search for Tomorrow) démarrée en 1951 où elle interprétera le rôle d'Evie Stone dans l'épisode final. Après cette première apparition, elle jouera le rôle de Lisa Grady dans le feuilleton Another World de 1987 à 1989. Elle tournera ensuite dans diverses séries dont La malédiction de Collinwood (Dark Shadows) en 1991 pour laquelle elle sera nommée au prix de la meilleure actrice en prime time aux Soap Opera Digest Awards en 1992 ou encore dans la série Columbo en 1992. Elle a alors 29 ans.

### Développement et rôles importants

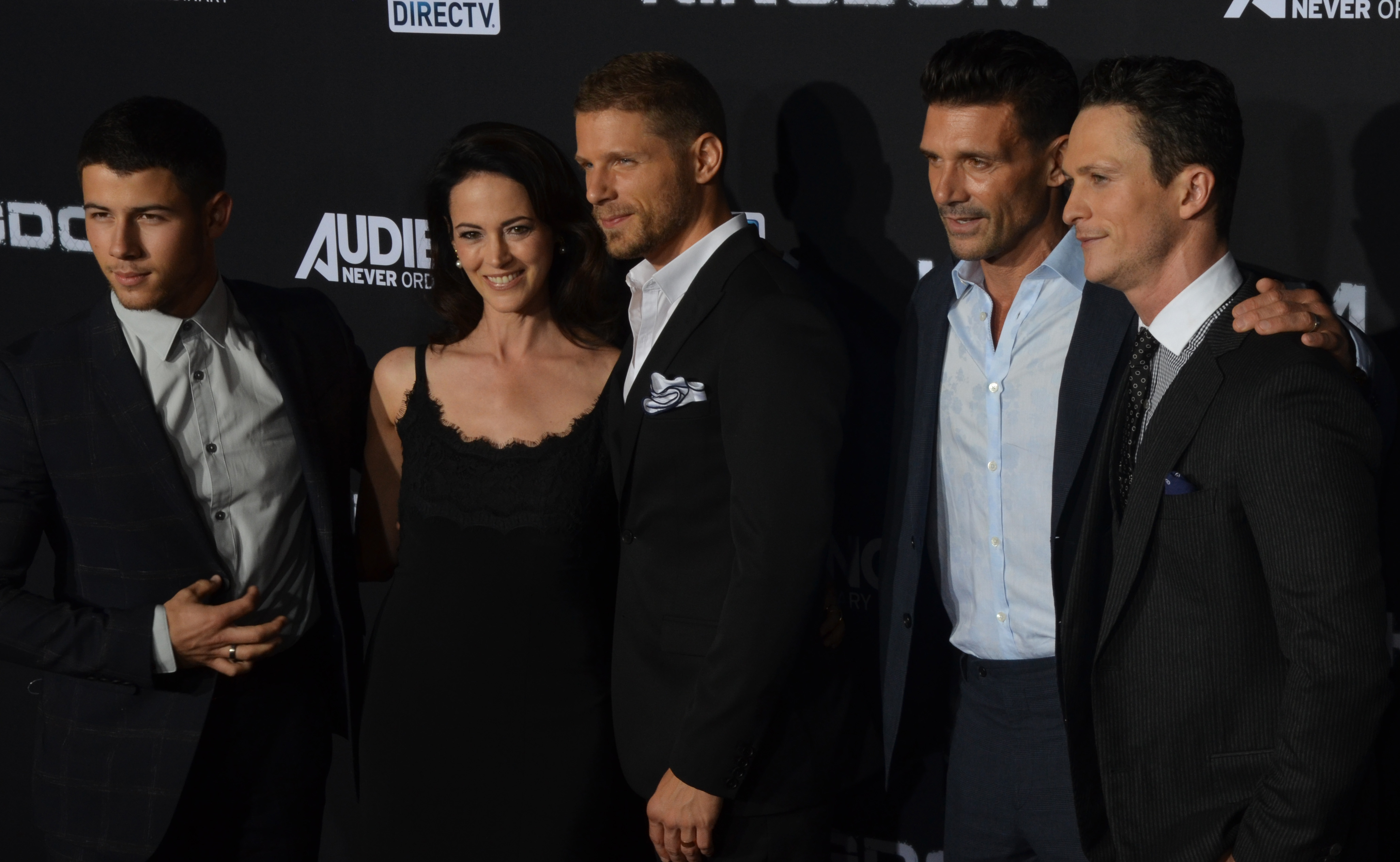
Nick Jonas, Joanna Going, Matt Lauria, Frank Grillo, et Jonathan Tucker à la première de Kingdom en octobre 2014.

Après ses deux premiers téléfilms en 1993, New Year de Jeff Bleckner et Nick's Game de Robert Singer (en), Joanna Going fera sa première apparition sur grand écran dans le film Wyatt Earp de Lawrence Kasdan avec Kevin Costner en 1994. Dès lors, elle jouera régulièrement dans des films et des téléfilms. Elle détiendra par exemple le premier rôle dans Eden de Howard Goldberg en 1996. Elle se tentera également à la production comme dans Slings & Arrows de Geoffrey Sharp où elle est productrice associée. En parallèle, elle continue d’intervenir dans des séries télévisées comme Spin City en 2001 ou bien Into the West produite par Steven Spielberg en 2005.
Après des prestations dans des séries à succès comme Les experts en 2006, Esprits criminels en 2007 ou Mad Men en 2013 et un rôle aux côtés de Sean Penn dans le film The Tree of Life de Terrence Malick en 2011 — Palme d'or du Festival de Cannes 2011 —, elle interprétera le rôle de la première dame des États-Unis Patricia Walker dans la série politique House of Cards et plus particulièrement dans la saison 2 en 2014. Avec l’ensemble des acteurs de la série mené par Kevin Spacey et Robin Wright, elle partagera une nomination aux Screen Actors Guild Awards en 2015 pour le prix de la prestation exceptionnelle par une équipe d’acteurs dans une série dramatique.
Avec le rôle de Christina Kulina, dans la série Kingdom de Byron Balasco (en) de (saisons 1 à 3 de 2014 à 2017), Joanna Going tient son rôle emblématique où elle joue une mère qui doit faire face à ses addictions dans la série sombre dans le milieu des arts martiaux à Los Angeles. En parallèle, elle continuera des apparitions dans des séries comme New York, unité spéciale (2017) ou des webséries comme Firsts (2014). Au cinéma, elle interprétera Andree Wilson dans Love and Mercy, la véritable histoire de Brian Wilson des Beach Boys de Bill Pohlad (en) (2015). En 2018, elle est à l’affiche de Nostalgia de Mark Pellington.

### Famille
Mariée en octobre 2004 à l'acteur Dylan Walsh (Congo, Créance de sang, Le beau-père) avec qui elle a eu une fille, Stella Haven née en novembre 2003, elle a divorcé en décembre 2012.

## Filmographie

### Cinéma
- 1994 : Wyatt Earp de Lawrence Kasdan : Josephine « Josie » Marcus Earp
- 1995 : Le Patchwork de la vie (How to Make an American Quilt) de Jocelyn Moorhouse : Em Reed jeune
- 1995 : Nixon d'Oliver Stone : une jeune étudiante
- 1996 : Eden de Howard Goldberg : Helen Kunen
- 1996 : Slings & Arrows de Geoffrey Sharp : productrice associée
- 1997 : Meurtre à Tulsa (Keys to Tulsa) de Leslie Greif (en) : Cherry
- 1997 : Les années rebelles (Inventing the Abbotts) de Pat O'Connor : Alice Abbott
- 1997 : Little City (en) de Roberto Benabib (en) : Kate
- 1997 : Commandements (Commandments) de Daniel Taplitz : Karen Warner
- 1998 : Heaven de Scott Reynolds (en) : Jennifer Marling
- 1998 : Phantoms de Joe Chappelle : Jennifer Pailey
- 1998 : Quand le destin s'en mêle (Still Breathing) de James Ford Robinson (en) : Rosalyn Willoughby
- 1998 : Blue Christmas de Jennifer Getzinger (en) : jolie femme
- 2001 : Lola de Carl Bessai : Sandra
- 2002 : The Routine de Bob Giraldi (court-métrage) : la mère
- 2003 : Le Maître du jeu (Runaway Jury) de Gary Fleder : Celeste Wood
- 2006 : Save Me de Jennifer Getzinger (en) (court-métrage) : Rita Lambert
- 2011 : The Tree of Life de Terrence Malick : Mme O'Brien
- 2014 : Ready or Knot de Michael Kuell : Margo
- 2015 : The Sphere and the Labyrinth de Michael Robertson Moore : Jordana
- 2015 : Love and Mercy, la véritable histoire de Brian Wilson des Beach Boys de Bill Pohlad (en) : Andree Wilson
- 2018 : Nostalgia de Mark Pellington : Marge
- 2019 : Drowning de Melora Walters : Catherine

### Télévision

#### Séries télévisées
- 1986 : C'est déjà demain (Search for Tomorrow) créée par Agnes Nixon et Roy Winsor (épisode 9130) : Evie Stone
- 1987 - 1989 : Another World créée par Irna Phillips et William J. Bell (14 épisodes) : Lisa Grady
- 1989 : CBS Summer Playhouse (saison 3, épisode 10) : Rachel Morgan
- 1990 : American Playhouse (en) créée par Terrence McNally (saison 9, épisode 2) : Nina
- 1990 : The Days and Nights of Molly Dodd (en) créée par Jay Tarses (en) (saison 4, épisode 3) : Mindy
- 1991 : La malédiction de Collinwood (Dark Shadows) de Dan Curtis : Victoria Winters ou Josette Du Près Collins
- 1992 - 1993 : Going to Extremes créée par Joshua Brand (en) : Kathleen McDermott
- 1992 : Columbo créée par Richard Levinson et William Link (saison 11, épisode 2) : Melissa Alexandra Hayes
- 1995 : A Good Day to Die (en) de David Mueller et Lynn Salt (mini-série télévisée, autre titre Children of the Dust, 2 épisodes) : Rachel Maxwell Hornbeck
- 2000 : Ed créée par Jon Beckerman (en) et Rob Burnett (saison 1, épisode 4) : Ceela McKenzie
- 2001 : Spin City créée par Gary David Goldberg et Bill Lawrence (saison 5, épisodes 15 à 17) : Julia Rhodes
- 2001 : Au-delà du réel : L'aventure continue (The Outer Limits) (saison 7, épisode 10) : Anya
- 2002 : New York, police judiciaire (Law & Order) (saison 12, épisode 11) : Dana Bauer
- 2005 : Into the West produite par Steven Spielberg (mini-série, épisode 6) : Clara Wheeler
- 2005 : Inconceivable (en) créée par Oliver Goldstick (en) et Marco Pennette (en) (saison 1, épisode 5) : Jann Carlton
- 2006 : Les experts créée par Anthony E. Zuiker (saison 7, épisode 8) : Amanda Sinclair ou Jill Case
- 2007 : Esprits criminels (Criminal Minds) créée par Jeff Davis (saison 2, épisode 17) : Dana Woodridge
- 2007 : Close to Home : Juste Cause créée par Jim Leonard (saison 2, épisodes 20 à 22) : Samantha Veeder
- 2007 : Journeyman créée par Kevin Falls (en) (saison 1, épisode 13) : Lauren
- 2007 : McBride: Dogged de John Larroquette : Sarah Sinclair
- 2010 : Outlaw (en) créée par John Eisendrath (en) (saison 1, épisode 3) : psychologue
- 2013 - 2014 : House of Cards (saisons 1 et 2) créée par Beau Willimon : Patricia Walker
- 2013 : Mad Men créée par Matthew Weiner (saison 6, épisodes 4 et 9) : Arlène
- 2014 : Firsts créée par Courtney Rackley (websérie, saison 2, épisode 10) : Jenna
- 2014 : Une nuit en enfer (From Dusk till Dawn) créée par Robert Rodriguez (saison 1, épisodes 4, 5 et 8) : Jennifer Fuller
- 2014 - 2017 : Kingdom créée par Byron Balasco (en) (saisons 1 à 3) : Christina Kulina
- 2016 : Bad Internet (en) créée par Tim Wilkerson et Matthew Pollock (websérie, saison 1, épisode 3) : Laura
- 2017 : The Arrangement de Jonathan Abrahams (en) (saison 1, épisode 8) : Charlotte Banks
- 2017 : New York, unité spéciale (saison 19, épisode 7) : Leah Linwood
- 2017 : Good Behavior (en) créée par Chad Hodge (en) et Blake Crouch (saison 2, épisode 8) : Brenda
- 2018 : Dealbreakers créée par Courtney Rackley et Nancy Sweeney (saison 1) : co-productrice
- 2019 : Dynastie créée par Josh Schwartz, Stephanie Savage et Sallie Patrick (en) (saison 2, épisode 8) : Mimi Rose Prescott
- 2019 : The Magicians créée Sera Gamble (en) et John McNamara (saison 4, épisode 4)
- 2019 : Good Doctor créée par David Shore (saison 3, épisode 10) : Marcie Murphy
- 2020 - maintenant : Interrogation (en) créée par Anders Weidemann et John Mankiewicz : Mary Fisher

#### Téléfilms
- 1993 : New Year de Jeff Bleckner : Katie Hartman
- 1993 : Nick's Game de Robert Singer (en) : Laura « Stock » Swenson
- 1999 : Net Force de Robert Lieberman : Toni Fiorelli
- 2000 : Thirty de Thomas Schlamme
- 2000 : Les Surprises de l'amour (Cupid & Cate) de Brent Shields (en) : Cynthia
- 2002 : Georgetown (en) de Scott Winant (en)
- 2002 : Maman, je suis seul contre tous (Home Alone 4) de Rod Daniel : Natalie
- 2003 : 111 Gramercy Park de Bill D'Elia : Cathy Wilton
- 2006 : À contrecœur (My Silent Partner) de Ron Oliver : Phyllis Weber
- 2009 : Cadeau d'adieu (Chasing a Dream) de David Burton Morris : Diane Stiles

## Théâtre
- 1994 : The Flowering Peach (en) de Clifford Odets, mise en scène Martin Charnin, Lyceum Theater, New York : Rachel
- 1997 : Misalliance (en) de George Bernard Shaw, mise en scène David Warren (en), Laura Pels Theatre (en), New York : Hypatia Tarleton
- 1998 : The Maiden's Prayer de Nicky Silver (en), mise en scène Evan Yionoulis, Vineyard Theatre (en), New York : Cynthia